# La Tribuna Socialista
La Tribuna Socialista fue un periódico español editado en Barcelona en 1931.

## Historia
El diario, nacido el 11 de agosto de 1931, fue lanzado por la Federación Catalana del PSOE. Se configuró como el «Órgano diario de la Agrupación Socialista de Barcelona (PSOE)». José Vila Cuenca fue situado en la dirección, mientras que Francisco Bravo era redactor-jefe. Sin embargo, desde su mismo nacimiento La Tribuna Socialista no tuvo muchos lectores, lo que motivó que acabase teniendo una cortísima vida. Dejó de editarse el 11 de octubre de 1931.